# Донецький експертно-технічний центр
Донецький експертно-технічний центр «Держгірпромнагляду» України (ДЕТЦ) — засновано в 1995 р. як самостійне госпрозрахункове підприємство.

## Напрямки діяльності
Основні завдання центру:
- експертиза проектів будівництва, наукових розробок з питань новітніх технологій, засобів виробництва, колективного та індивідуального захисту працівників та їх відповідність нормативним актам про охорону праці;
- експертиза перед видачею дозволів на ведення та експлуатацію нових та реконструйованих об'єктів, участь у розробці нових технологій, виготовленні та апробації нових машин і механізмів, устаткування, транспортних засобів, у тому числі придбаних за кордоном;
- експертиза виготовлення, монтажу, ремонту, реконструкції, експлуатації парових і водогрійних котлів та ємностей;
- державна реєстрація та облік великовантажних автомобілів промислового застосування;
- навчання з питань охорони праці, зокрема керівного складу вугільних підприємств.

У центрі працює понад 200 чол. (2011). Філія в Макіївці, комплексні відділи — в Маріуполі, Горлівці, Краматорську.
Центр — співзасновник асоціації «Укрексперт». Планується акредитація Центру для уможливлення видачі сертифікатів продукції на гірничо-шахтне обладнання.